# Friedrich Seidel (Biologe)
Friedrich Seidel (* 13. Juli 1897 in Lüneburg; † 15. August 1992 in Marburg) war ein deutscher Zoologe und Entwicklungsbiologe. Er war 1954 bis 1967 Direktor des Zoologischen Instituts an der Philipps-Universität Marburg.

## Leben
Seidel war Sohn eines Lehrers und studierte nach Wehrdienst im Ersten Weltkrieg ab 1919 Zoologie (und Naturwissenschaften) in Tübingen, Hamburg und Göttingen. 1923 wurde er bei Alfred Kühn in Göttingen promoviert und 1926 habilitierte er sich in Königsberg in Zoologie, vergleichender Anatomie und Entwicklungsphysiologie. 1930 wurde er außerordentlicher Professor und 1937 ordentlicher Professor und Direktor des Zoologischen Instituts der Universität Berlin. Schwerpunkt seiner Forschung war die Entwicklungsphysiologie von Insekten. Im Zweiten Weltkrieg war er Oberst der Reserve, leistete aber als kriegswichtig eingestufte Forschung (vergleichende höhenphysiologische Untersuchungen von Tieren). Er war Sachbearbeiter für Ontogenie und Zoologie in der Zeitschrift Der Biologe, die 1939 vom SS-Ahnenerbe übernommen wurde. 1948 wurde er Leiter der Entwicklungsphysiologie am Max-Planck-Institut für Tierzucht und Tierernährung in Mariensee (Neustadt am Rübenberge). 1951 wurde er wissenschaftliches Mitglied der Max-Planck-Gesellschaft. 1954 wurde er ordentlicher Professor für Zoologie in Marburg. 1967 wurde er emeritiert.
Er ist bekannt für klassische Experimente zur In-vitro-Untersuchung von Embryonen (Blastomere) von Kaninchen 1952, die aus der Zellkultur zurück in die Gebärmutter verpflanzt werden konnten und dort zu normalen reproduktionsfähigen Kaninchen heranwuchsen. Da er so auch Zellen aus dem zwei- und vierzelligen Stadium isolieren und verpflanzen konnte, die zu normalen Erwachsenen heranwuchsen, war dies der experimentelle in vitro Nachweis der Entstehung von Zwillingen bei Säugern.
In den 1960er Jahren entdeckte er, dass für das Frühstadium von Embryos von Wirbeltieren (bei Menschen 25 bis 30 Tage nach der Befruchtung, bei Mäusen nach rund 8 Tagen, bei Zebrafischen nach 1 bis 2 Tagen) das biogenetische Grundgesetz von Ernst Haeckel nicht gilt, sondern dass sich die Embryonalformen von vielen Tierklassen annähern. Er nannte es Stadium der Körpergrundgestalt, später wurde es Phylotypisches Stadium genannt.
1961/62 war er Präsident der Deutschen Zoologischen Gesellschaft. 1956 wurde er Mitglied der Leopoldina.

## Schriften
- Die Geschlechtsorgane in der embryonalen Entwicklung von Pyrrhocoris apterus L., Zeitschrift für Morphologie und Ökologie der Tiere, Band 1, 1924, S. 429–506
- Untersuchungen über das Bildungsprinzip der Keimanlage im Ei der Libelle Platycnemis pennipes I–V, Wilhelm Roux´Archiv für Entwicklungsmechanik der Organismen, Band 119, 1929, S. 322–440
- Die Potenzen der Furchungskerne im Libellenei und ihre Rolle bei der Aktivierung des Bildungszentrums, Wilhelm Roux´Archiv für Entwicklungsmechanik der Organismen, Band 126, 1932, S. 213–276
- Das Differenzierungszentrum im Libellenkeim, Wilhelm Roux´Archiv für Entwicklungsmechanik der Organismen, Band 131, 1934, S. 135–187
- Entwicklungsphysiologie der Tiere, 2 Bände, De Gruyter (Sammlung Göschen) 1953, 2. Auflage 1972, 1975
  - 1953: Band 1: Ei und Furchung, Band 2: Körpergrundgestalt und Organbildung, und in der 2. Auflage: Band 1: Ei und Furchung, 1972, Band 2: Bildung der Körpergrundgestalt, 1975
- als Herausgeber und Mitautor: Morphogenese der Tiere : Handbuch der ontogenetischen Morphologie und Physiologie in Einzeldarstellungen,  mehrere Bände, Jena und Stuttgart: Fischer, ab 1978 (darin von Seidel Band 1: Einleitung zum Gesamtwerk, Morphogenetische Arbeitsmethoden und Begriffssysteme, 1978)
- Die Entwicklungsfähigkeiten isolierter Furchungszellen aus dem Ei des Kaninchens Oryctolagus cuniculus, Wilhelm Roux´Archiv für Entwicklungsmechanik der Organismen, Band 152, 1960, S. 43–130
- Entwicklungspotenzen des frühen Säugetierkeims, Arbeitsgemeinschaft für Forschung des Landes Nordrhein-Westfalen 166, Opladen: Westdeutscher Verlag 1969
- mit Werner Jacobs: Systematische Zoologie: Insekten, Stuttgart: Fischer 1975